# Pfarrkirche Auferstehung Christi (Wien-Margareten)

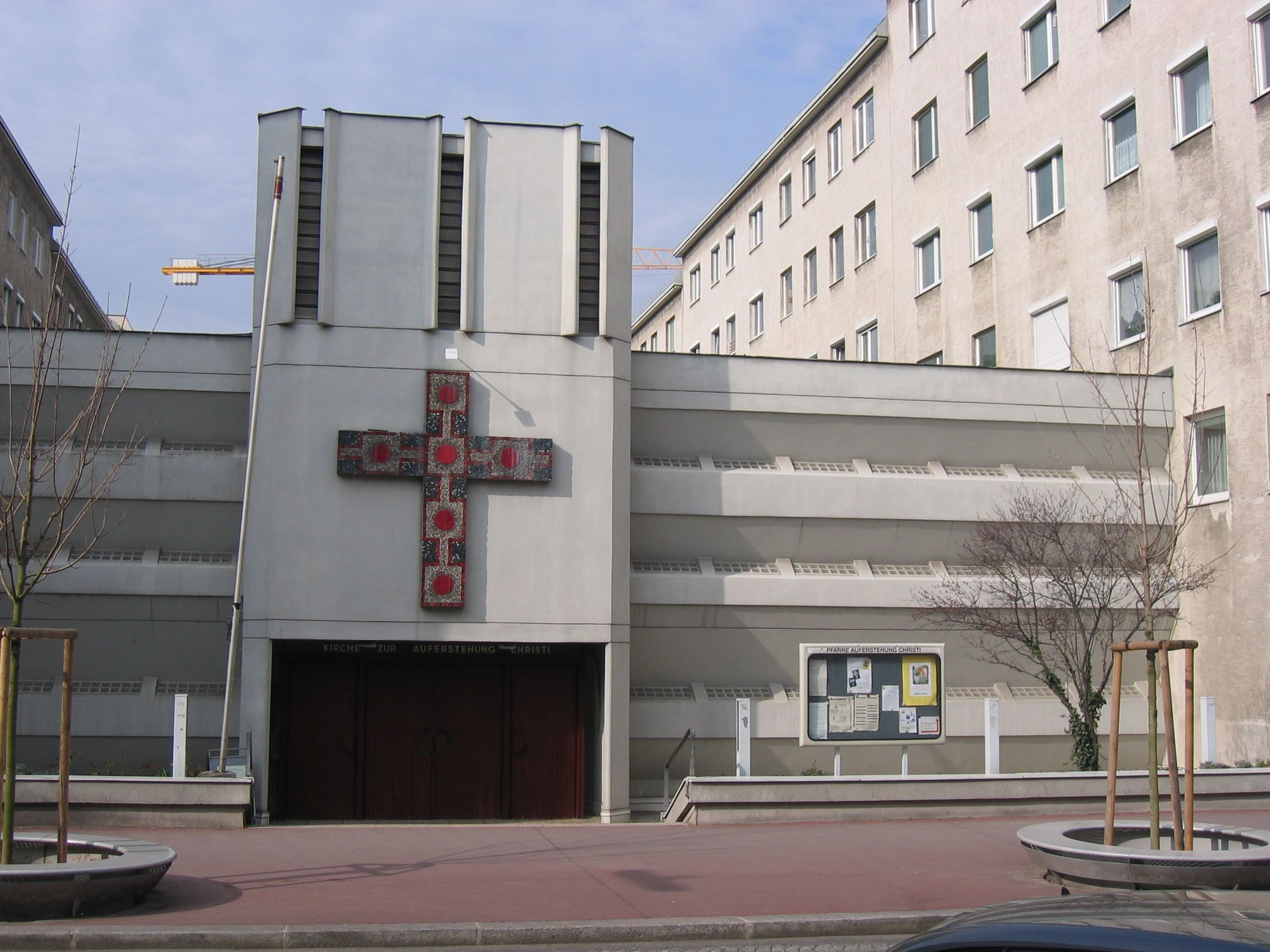
Auferstehung-Christi-Kirche in Margareten mit Mosaikkreuz von Clarisse Praun

Die Pfarrkirche Auferstehung Christi steht in der Siebenbrunnenfeldgasse 22–24 im 5. Wiener Gemeindebezirk Margareten in Wien. Die römisch-katholische Pfarrkirche Auferstehung Christi gehört zum Stadtdekanat 4/5 im Vikariat Wien Stadt der Erzdiözese Wien.

## Geschichte
Das Kirchengebäude nach den Plänen des Architekten Josef Vytiska wurde von 1969 bis 1971 als Stahlbetonbau in eine Wohnhausanlage eingebunden und im Jahre 1971 geweiht.

## Architektur
Die Hauptfassade mit horizontalen Fensterschlitzen ist zurückgesetzt und hat in der Hauptachse einen leicht vorgerückten, niedrigen Glockenturm mit einem Mosaikkreuz der Mosaikkünstlerin Clarisse Praun. Der querovale Kirchenraum unter einem Hängedach hat zwei ovale Seitenkapellen. Uber der Vorhalle ist die Orgelempore. Der Altarbereich wird durch eine Halbkuppel erhöht. Die Altarwand zeigt ein Mosaik Auferstandener Christus von Clarisse Praun.

## Ausstattung

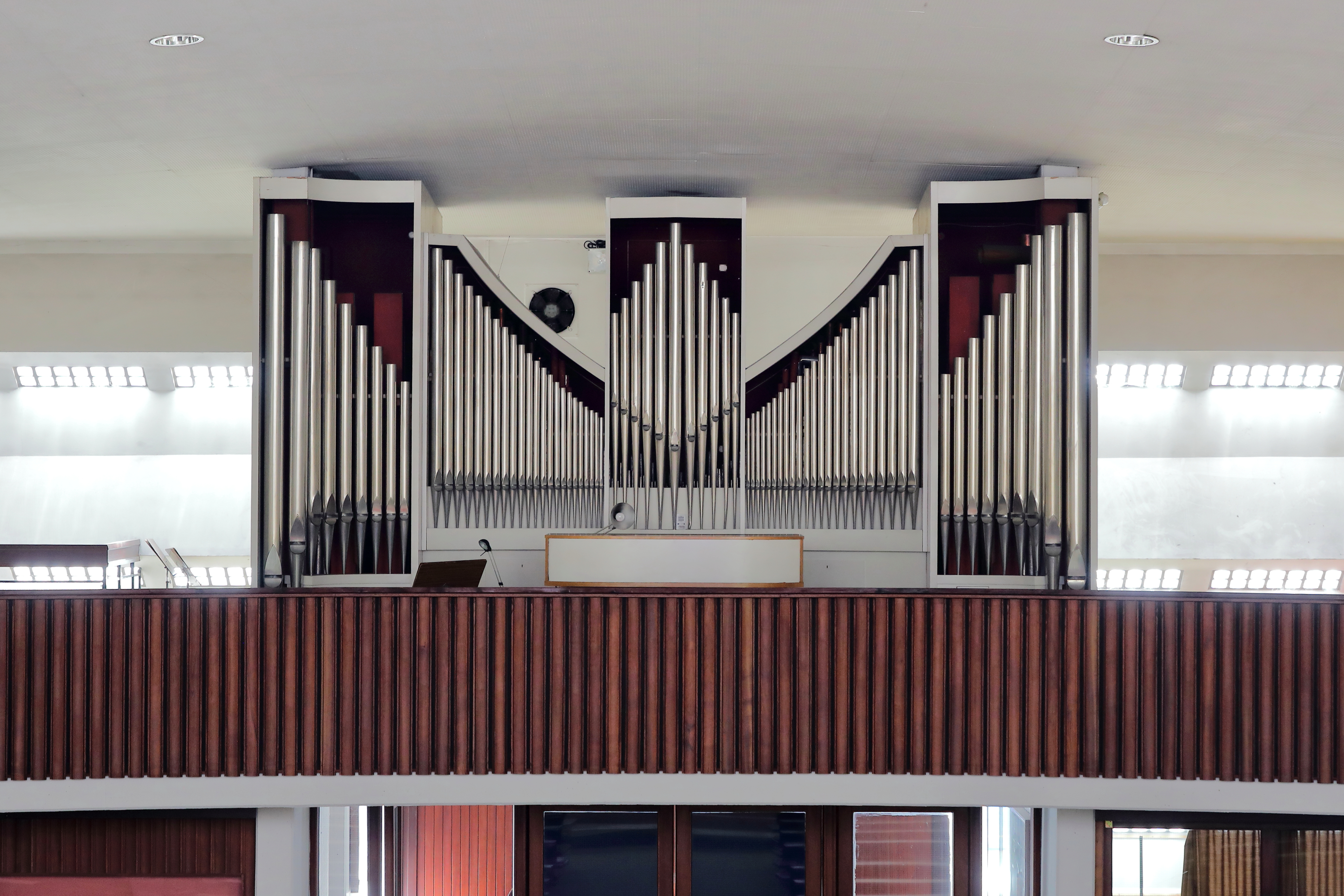
Orgel der Pfarrkirche

Das Taufbecken und den Tabernakel gestaltete die Malerin und Emailkünstlerin Gertrude Stöhr. Die Kreuzwegstationen aus Mosaik sind von Hermann Bauch. Eine Holzfigur Madonna mit Kind ist vom Bildhauer Franz Barwig der Jüngere (1965).
Die Orgel baute 1970/1971 der Orgelbau Walcker-Mayer Guntramsdorf, die über 15 Register auf zwei Manualen und Pedal verfügt.